# Usilampatti
Usilampatti (o Usiliampatti) è una suddivisione dell'India, classificata come municipality, di 29.599 abitanti, situata nel distretto di Madurai, nello stato federato del Tamil Nadu. In base al numero di abitanti la città rientra nella classe III (da 20.000 a 49.999 persone).

## Geografia fisica
La città è situata a 9° 58' 0 N e 77° 47' 60 E e ha un'altitudine di 200 m s.l.m..

## Società

### Evoluzione demografica
Al censimento del 2001 la popolazione di Usilampatti assommava a 29.599 persone, delle quali 14.863 maschi e 14.736 femmine. I bambini di età inferiore o uguale ai sei anni assommavano a 3.260, dei quali 1.720 maschi e 1.540 femmine. Infine, coloro che erano in grado di saper almeno leggere e scrivere erano 23.964, dei quali 12.822 maschi e 11.142 femmine.